# Powiat Kreuzburg

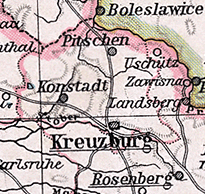
Powiat Kreuzburg

Powiat Kreuzburg (niem. Kreis Kreuzburg, pol. powiat kluczborski) – niemiecki powiat istniejący w okresie od 1742 do 1945 r. na terenie prowincji śląskiej.
Po podziale prowincji Śląsk w 1816 r. powiat Kreuzburg włączono do rejencji wrocławskiej, dopiero w 1820 r. został on włączony do rejencji opolskiej. W latach 1870 r. przejściowo siedzibą powiatu był Wołczyn, ale od 1880 r. władze powiatu wróciły do Kluczborka. W 1881 r. urzędowo ustalono nazwę miasta powiatowego Kreuzburg in Oberschlesien, wcześniej używane były formy Creutzburg, Creuzburg i Kreuzburg; później dominowała pisownia Kreuzburg OS. W 1945 r. terytorium powiatu zajęła Armia Czerwona, i znalazł się on pod administracją polską.
W 1910 r. powiat obejmował 116 gmin o powierzchni 553,11 km² zamieszkanych przez 51.906 osób. Był jedynym powiatem rejencji opolskiej, w którym ewangelicy stanowili większość.